# Comme Cendrillon
Pour les articles homonymes, voir Cendrillon (homonymie).
Série Comme Cendrillon
Comme Cendrillon 2
(2008)
Pour plus de détails, voir Fiche technique et Distribution.
Comme Cendrillon, ou Une aventure de Cendrillon au Québec et A Cinderella Story en Belgique (titre original : A Cinderella Story), est un film américain réalisé par Mark Rosman. sorti en 2004.

## Synopsis
Sam Montgomery vit avec sa belle-mère, Fiona, et ses deux belles-sœurs, Brianna et Gabriella. Son père étant mort dans un tremblement de terre, il lègue tout à Fiona. Sur un site de rencontre de l'université de Princeton, elle fait la connaissance de Nomade, un garçon avec qui elle va chatter pendant des heures. Mais cela se complique quand il veut la rencontrer au bal de la rentrée. Sam y va déguisée en princesse. Austin, le garçon le plus populaire du lycée, se trouve être Nomade. Les deux jeunes dansent toute la soirée et lorsqu'Austin va soulever le masque de Sam, son téléphone sonne. Fiona doit venir la chercher à son travail à minuit pile… Austin ne va donc pas découvrir qui est la jeune fille dont il est amoureux mais va tout faire pour la retrouver.

## Fiche technique
- Titre français : Comme Cendrillon
- Titre original et belge : A Cinderella Story
- Titre québécois : Une Aventure de Cendrillon
- Réalisation : Mark Rosman
- Scénario : Leigh Dunlap
- Photographie : Anthony B. Richmond
- Musique : Christophe Beck
- Producteur : Clifford Werber et Dylan Sellers
- Distribution : Warner Bros. Entertainment
- Budget : 20 000 000 $
- Pays :  États-Unis -  Canada
- Langues : anglais - allemand - tchèque - français
- Dates de sortie : 
  - Canada : 19 juillet 2004
  - États-Unis : 10 juillet 2004
- Dates de sortie DVD : États-Unis : 19 octobre 2004 ; France : 6 juillet 2005

## Distribution
- Hilary Duff (VQ : Geneviève Désilets) : Samantha « Sam » Montgomery
  - Hannah Robinson : Sam petite
- Jennifer Coolidge (VQ : Marie-Andrée Corneille) : Fiona Montgomery
- Chad Michael Murray (VQ : Xavier Morin-Lefort) : Austin Ames
- Julie Gonzalo (VQ : Catherine Allard) : Shelby Comings
- Regina King (VQ : Hélène Mondoux) : Rhonda
- Erica Hubbard (VQ : Violaine Paradis) : Madison
- Brad Bufanda (en) (VQ : Martin Watier) : David
- Dan Byrd (VQ : Sébastien Reding) : Carter
- Whip Hubley (VQ : Marc-André Bélanger) : Père de Sam
- Paul Rodriguez (VQ : Manuel Tadros) : Bobby
- Mary Pat Gleason (VQ : Johanne Garneau) : Eleanor
- Simon Helberg (VQ : Frédéric Millaire-Zouvi) : Terry
- Lin Shaye (VQ : Anne Caron) : Madame Wells
- Michael Evans Behling : Jackson Stone
- Madeline Zima: Brianna
- Sandra McCoy : Pom Pom Girl #1